# Pietuchouka
Pietuchouka (biał. Петухоўка; ros. Петуховка, Pietuchowka)  – dawna wieś na Białorusi, w obwodzie homelskim, w rejonie wieteckim.
W wyniku katastrofy w elektrowni jądrowej w Czarnobylu i skażenia promieniotwórczego mieszkańcy wsi zostali przesiedleni.
Wieś została oficjalnie zlikwidowana w 2011 roku.